# Temelucha angulata
Temelucha angulata är en stekelart som beskrevs av Dasch 1979. Temelucha angulata ingår i släktet Temelucha och familjen brokparasitsteklar. Inga underarter finns listade i Catalogue of Life.